# Уилламетт
Уилла́метт (англ. Willamette River) — крупная река на северо-западе США, приток реки Колумбия. Составляет около 301 км в длину, полностью протекая по территории штата Орегон. Площадь водосборного бассейна — 29 730 км². Течёт преимущественно в северном направлении, между Береговым хребтом и Каскадными горами, формируя долину Уилламетт, где проживают 2/3 всего населения Орегона. В месте впадения реки в Колумбию располагается крупнейший город штата — Портленд.
Бассейн реки Уилламетт, изначально сформированный тектоническими движениями плит, а затем вулканической деятельностью и выветриванием, впоследствии был сильно изменён в результате Миссулских наводнений в конце последнего ледникового периода. Первые люди стали селиться в бассейне реки около 10 000 лет назад. Богатая материалами, откладываемыми рекой, и питаемая обильными осадками на западных склонах Каскадных гор, долина реки Уилламетт является одним из самых плодородных сельскохозяйственных районов Северной Америки. Долина была пунктом назначения для многих переселенцев, следовавших на запад по Орегонскому пути. В это время река являлась важным транспортным маршрутом, несмотря на серьёзное препятствие — водопады Уилламетт, расположенные в нижнем течении, примерно в 42 км от устья. В настоящее время долину пересекают множество шоссе, а через реку Уилламетт построено более 50 мостов.
Начиная с 1900 года, в бассейне реки построено более 15 крупных и множество небольших плотин; 13 из них управляются инженерными войсками США. Плотины являются важным источником электроэнергии, а вода водохранилищ активно используется для орошения. В реке Уилламетт и её притоках обитают 60 видов рыбы, включая многие виды лосося и форели.

## Течение и расход воды
Истоки реки Уилламетт находятся на западе центральной части штата Орегон, к югу и юго-востоку от городов Юджин и Спрингфилд. Собственно река под названием Уилламетт берёт начало от слияния верховий Мидл-Форк и Кост-Форк вблизи Спрингфилда, на высоте 134 м над уровнем моря, и течёт преимущественно в северном направлении на протяжении всего своего течения. Река отклоняется от северного направления у города Ньюберг, где резко поворачивает на восток, однако уже в 29 км ниже города вновь поворачивает на север. В нижнем течении отклоняется на северо-запад, а к северу от центра города Портленд разделяется на 2 рукава. Главный рукав составляет 12 м в глубину, от 180 до 580 м в ширину и впадает в реку Колумбия в 163 км от места её впадения в Тихий океан. Второй канал, Малтноума, составляет 34 км в длину, около 180 м в ширину и 12 м в глубину; впадает в реку Колумбия в 23,3 км ниже главного канала, вблизи города Сент-Хеленс.
Основные притоки включают: Мак-Кензи, Лонг-Том, Ямхилл, Молалла, Туалатин, Клакамас, Мэрис, Калапуйя.
Со средним расходом воды в районе устья около 1060 м³/с, река Уилламетт является 19-й рекой США по этому показателю, и составляет от 12 до 15 % от всего расхода воды реки Колумбия. Расход воды реки значительно изменяется в зависимости от сезона и составляет в среднем 230 м³/с в августе и 2200 м³/с в декабре.
Геологическая служба США имеет вдоль течения реки 4 гидрологических поста: в Харрисбурге, Олбани, Сэйлеме и Портленде. Самый нижний гидрологический пост располагается вблизи моста Моррисон, в Портленде, в 20,6 км от устья реки. Средний расход воды за период с 1972 по 2009 годы составил здесь 933 м³/с. Площадь водосбора выше данного поста составляет 11 200 км², или примерно 97 % от всей площади бассейна реки Уилламет. Самый высокий расход воды на данном посту был зафиксирован 9 февраля 1996 года, во время наводнений в долине реки, и составил 11 893 м³/с. Самый низкий показатель на этом же посту был отмечен 10 июля 1978 года и составил всего 120 м³/с.
Нижние 42,6 км реки Уилламетт находятся под воздействием приливных волн. Таким образом, гидрологические посты фиксируют здесь и отток воды.

## Бассейн
Площадь бассейна реки Уилламетт составляет 29 730 км² (12 % от всей территории штата Орегон). Располагаясь между Береговым хребтом (на западе) и Каскадными горами (на востоке), бассейн реки составляет около 290 км в длину и 160 км в ширину. Высота бассейна над уровнем моря меняется от 3199 м (гора Джефферсон) до 3 м (в месте впадения в реку Колумбия). Бассейн реки Уилламет граничит с водосборами рек Литл-Дешут (на юго-востоке); Дешут (на востоке); Санди (на северо-востоке); Норт-Юмпка и Юмпка (на юге); Сайусло, Алси, Йакина, Сайлец, Нестакка, Трэск и Уильсон (на западе); Нехейлем и Клатскейни (на северо-западе).
По данным на 2010 год в бассейне проживает около 2,5 млн человек (65 % всего населения Орегона). Здесь располагается 20 из 25 крупнейших городов штата, в том числе: Спрингфилд, Юджин, Олбани, Сэйлем, Ньюберг, Орегон-Сити, Освего, Милуоки и Портленд. Портленд — крупнейший город бассейна; его население составляет более 500 000 человек. Около 68 % территории бассейна занимают леса; сельскохозяйственные угодья — 19 %; населённые пункты — 5 %. Водосбор реки Уилламетт пересекают около 130 000 км автодорог.